# Primera División femenina de fútbol sala 2002-03
La temporada 2002-03 de Primera División es la 9.ª edición de la máxima categoría de la Liga Nacional de Fútbol Sala Femenina de España. La competición se disputa anualmente, empezó el 28 de septiembre de 2002, y terminó 8 de junio de 2003.
La Primera División consta de un grupo único integrado por doce equipos. Siguiendo un sistema de liga, los doce equipos se enfrentan todos contra todos en dos ocasiones -una en campo propio y otra en campo contrario- sumando un total de 26 jornadas. El orden de los encuentros se decide por sorteo antes de empezar la competición. La clasificación final se establece con arreglo a los puntos totales obtenidos por cada equipo al finalizar el campeonato. Los equipos obtienen tres puntos por cada partido ganado, un punto por cada empate y ningún punto por los partidos perdidos. El equipo que más puntos sume al final del campeonato es proclamado campeón de Liga y quien termina en última posición desciende de categoría.
El UCAM Murcia es el equipo defensor del título, y los equipos Vilassar y El Palmar descendieron de categoría, el Dracena Melilla y el Féminas Móstoles renunciaron a disputar la competición, su plaza es ocupada por los equipos Kettal Fuenlabrada, Nazaret y Women Cantabria.

## Equipos participantes
| Club                  | Ciudad               | Comunidad Autónoma   | Entrenador/a            | Pabellón             | Aforo |
| --------------------- | -------------------- | -------------------- | ----------------------- | -------------------- | ----- |
| UCAM Murcia           | Murcia               | Región de Murcia     | José Lucas Mena Navarro | Torre Puente Tocinos |       |
| RM Futsi Navalcarnero | Navalcarnero         | Comunidad de Madrid  | Félix Aranda            | La Estación          |       |
| A.D. Nazaret          | Jerez de la Frontera | Andalucía            | Juan Carlos Gálvez      | Ruiz Mateos          |       |
| Club Femesala Elche   | Elche                | Comunidad Valenciana | Bandera de España       | Esperanza Lag        |       |
| Racing Delicias       | Zaragoza             | Aragón               | Bandera de España       | Ciudad de Zaragoza   |       |
| AD Women Cantabria    | Cabezón de la Sal    | Cantabria            | Bandera de España       | Matilde de la Torre  |       |
| Hegoalde KE Tolosa    | Tolosa               | País Vasco           | Bandera de España       | Berazubi             |       |
| Taberna Andaluza      | Granada              | Andalucía            | Armando Rodríguez       | Zaidin               |       |
| CD Ourense FS         | Orense               | Galicia              | Javier Millán           | Os Remedios          | 2.500 |
| Tecnocasa Móstoles    | Móstoles             | Comunidad de Madrid  | Basilio López           | Villafontana         |       |
| Fuenlabrada FSF       | Fuenlabrada          | Comunidad de Madrid  | Ángel Saiz              | El Trigal            |       |
| CD Valdetires Meiras  | Ferrol               | Galicia              | Estrella Fernández      | Ensanche             |       |

### Equipos por comunidades autónomas
| Comunidad autónoma   | N.º | Equipos                                                     |
| -------------------- | --- | ----------------------------------------------------------- |
| Comunidad de Madrid  | 3   | Tecnocasa Móstoles, RM Futsi Navalcarnero y Fuenlabrada FSF |
| Galicia              | 2   | CD Valdetires Meiras y CD Ourense FS                        |
| Andalucía            | 2   | Taberna Andaluza y A.D. Nazaret                             |
| País Vasco           | 1   | Hegoalde KE Tolosa                                          |
| Comunidad Valenciana | 1   | Femesala Elche                                              |
| Aragón               | 1   | Racing Delicias                                             |
| Cantabria            | 1   | AD Women Cantabria                                          |
| Región de Murcia     | 1   | UCAM Murcia                                                 |

## Clasificación
Actualizado a últimos partidos disputados el 10 de junio de 2003.
|  |     | Equipos de fútbol Sala | Pts | PJ | G  | E | P  | GF  | GC  | Dif |
|  | --- | ---------------------- | --- | -- | -- | - | -- | --- | --- | --- |
|  | 1.  | UCAM Murcia (C)        | 59  | 22 | 19 | 2 | 1  | 142 | 60  | +82 |
|  | 2.  | Femesala Elche         | 52  | 22 | 16 | 4 | 2  | 114 | 43  | +71 |
|  | 3.  | Hegoalde KE Tolosa     | 47  | 22 | 15 | 2 | 5  | 97  | 64  | +33 |
|  | 4.  | RM Futsi Navalcarnero  | 41  | 22 | 13 | 2 | 7  | 104 | 67  | +37 |
|  | 5.  | Tecnocasa Móstoles     | 41  | 22 | 12 | 5 | 5  | 83  | 56  | +27 |
|  | 6.  | CD Orense              | 37  | 22 | 11 | 4 | 7  | 77  | 67  | +10 |
|  | 7.  | A.D. Nazaret           | 29  | 22 | 9  | 2 | 11 | 82  | 98  | -16 |
|  | 8.  | Racing Delicias        | 18  | 22 | 4  | 6 | 12 | 63  | 116 | -53 |
|  | 9.  | AD Women Cantabria     | 17  | 22 | 4  | 5 | 13 | 59  | 95  | -36 |
|  | 10. | CD Valdetires Meiras   | 14  | 22 | 3  | 5 | 14 | 61  | 96  | -35 |
|  | 11. | Fuenlabrada FSF        | 13  | 22 | 3  | 4 | 15 | 59  | 108 | -49 |
|  | 12. | Taberna Andaluza       | 7   | 22 | 2  | 1 | 19 | 31  | 102 | -71 |

Pts = Puntos; PJ = Partidos Jugados; G = Partidos Ganados; E = Partidos Empatados; P = Partidos Perdidos; GF = Goles Anotados; GC = Goles Recibidos; Dif = Diferencia de gol

|  | Campeón de Liga                |
|  | Descendido a División de Plata |
|  | (C) Campeón Liga 2001/02       |
|  | (A) Ascendidos 2001/02         |

| Región de Murcia               |
| Campeón UCAM Murcia 2.o título |

### Evolución de la clasificación
| Equipo / Jornada   | 1  | 2  | 3  | 4  | 5  | 6  | 7  | 8  | 9  | 10 | 11 | 12 | 13 | 14 | 15 | 16 | 17 | 18 | 19 | 20 | 21 | 22 | 23 | 24 | 25 | 26 |
| Equipo / Jornada   |    |    |    |    |    |    |    |    |    |    |    |    |    |    |    |    |    |    |    |    |    |    |    |    |    |    |
| ------------------ | -- | -- | -- | -- | -- | -- | -- | -- | -- | -- | -- | -- | -- | -- | -- | -- | -- | -- | -- | -- | -- | -- | -- | -- | -- | -- |
| UCAM Murcia        | 1  | 4  | 6  | 3  | 5  | 7  | 5  | 4  | 3  | 2  | 2  | 2  | 1  | 1  | 2  | 2  | 2  | 2  | 2  | 1  | 1  | 1  | 1  | 1  | 1  | 1  |
| Femesala Elche     | 5  | 3  | 2  | 2  | 2  | 1  | 1  | 1  | 1  | 1  | 1  | 1  | 2  | 2  | 1  | 1  | 1  | 1  | 1  | 2  | 2  | 2  | 2  | 2  | 2  | 2  |
| Hegoalde           | 10 | 7  | 5  | 6  | 4  | 4  | 3  | 3  | 4  | 4  | 5  | 5  | 6  | 5  | 5  | 4  | 3  | 3  | 3  | 3  | 3  | 3  | 3  | 3  | 3  | 3  |
| Futsi Navalcarnero | 3  | 1  | 3  | 4  | 3  | 3  | 4  | 5  | 5  | 5  | 3  | 3  | 3  | 3  | 3  | 5  | 5  | 5  | 5  | 5  | 6  | 6  | 5  | 6  | 4  | 4  |
| Móstoles           | 6  | 2  | 1  | 1  | 1  | 2  | 2  | 2  | 2  | 3  | 4  | 4  | 4  | 4  | 4  | 3  | 4  | 4  | 4  | 4  | 4  | 5  | 6  | 5  | 5  | 5  |
| Ourense            | 7  | 9  | 9  | 10 | 8  | 8  | 8  | 6  | 6  | 7  | 6  | 6  | 5  | 6  | 6  | 6  | 6  | 6  | 6  | 6  | 5  | 4  | 4  | 4  | 6  | 6  |
| Nazaret            | 2  | 6  | 4  | 5  | 6  | 5  | 6  | 8  | 8  | 8  | 7  | 7  | 7  | 7  | 7  | 7  | 7  | 7  | 7  | 7  | 7  | 7  | 7  | 7  | 7  | 7  |
| Racing Delicias    | 8  | 10 | 10 | 11 | 11 | 11 | 10 | 10 | 9  | 9  | 9  | 9  | 9  | 9  | 10 | 10 | 12 | 12 | 9  | 9  | 9  | 9  | 9  | 9  | 8  | 8  |
| Women Cantabria    | 4  | 8  | 8  | 7  | 7  | 6  | 7  | 7  | 7  | 6  | 8  | 8  | 8  | 8  | 8  | 8  | 8  | 8  | 8  | 8  | 8  | 8  | 8  | 8  | 9  | 9  |
| Valdetires         | 9  | 11 | 11 | 12 | 12 | 12 | 12 | 12 | 12 | 10 | 10 | 11 | 10 | 11 | 11 | 11 | 9  | 9  | 10 | 10 | 10 | 10 | 10 | 10 | 10 | 10 |
| Fuenlabrada        | 12 | 12 | 12 | 9  | 10 | 10 | 9  | 9  | 10 | 11 | 11 | 10 | 11 | 12 | 12 | 12 | 10 | 10 | 11 | 11 | 11 | 11 | 11 | 11 | 11 | 11 |
| Taberna Andaluza   | 11 | 5  | 7  | 8  | 9  | 9  | 11 | 11 | 11 | 12 | 12 | 12 | 12 | 10 | 9  | 9  | 11 | 11 | 12 | 12 | 12 | 12 | 12 | 12 | 12 | 12 |

## Resultados
Los horarios corresponden a la CET (Hora Central Europea) UTC+1 en horario estándar y UTC+2 en horario de verano.
| Fuenlabrada                            | 1 - 9 | UCAM Murcia           | 28 de septiembre |       |            |     |
| Hegoalde                               | 3 - 4 | RM Futsi Navalcarnero | 28 de septiembre | 18:00 | Berazubi   |     |
| Valdetires Meiras                      | 4 - 5 | Nazaret               | 28 de septiembre | 19:15 | Ensanche   | 100 |
| AD Women Cantabria                     | 3 - 2 | Taberna Andaluza      | 28 de septiembre |       |            |     |
| Femesala Elche                         | 1 - 1 | Tecnocasa Móstoles    | 28 de septiembre | 20:30 | Mun. Elche |     |
| Descansan; Orense FS y Racing Delicias |       |                       |                  |       |            |     |

| Taberna Andaluza                   | 6 - 2 | Valdetires Meiras | 5 de octubre | 18:00 |                    |  |
| Móstoles FSF                       | 6 - 1 | Women Cantabria   | 5 de octubre | 18:30 | Villafontana       |  |
| Nazaret                            | 3 - 4 | Hegoalde          | 5 de octubre |       |                    |  |
| Racing Delicias                    | 2 - 6 | Femesala Elche    | 6 de octubre | 12:00 | Ciudad de Zaragoza |  |
| RM Futsi Navalcarnero              | 6 - 1 | Fuenlabrada FSF   | 6 de octubre | 12:30 | La Estación        |  |
| Descansan; Orense FS y UCAM Murcia |       |                   |              |       |                    |  |

| Fuenlabrada FSF                                | 2 - 5 | Nazaret            | 12 de octubre |       |               |  |
| Hegoalde                                       | 4 - 1 | Taberna Andaluza   | 12 de octubre |       | Berazubi      |  |
| Valdetires Meiras                              | 2 - 6 | Tecnocasa Móstoles | 12 de octubre | 19:15 | Ensanche      |  |
| Femesala Elche                                 | 4 - 2 | Women Cantabria    | 12 de octubre |       | Esperanza Lag |  |
| Racing Delicias                                | 3 - 3 | CD Ourense         | 13 de octubre | 12:00 |               |  |
| Descansan; RM Futsi Navalcarnero y UCAM Murcia |       |                    |               |       |               |  |

| CD Ourense                                 | 2 - 2 | Femesala Elche    | 19 de octubre | 17:00 | Los Remedios        | 50  |
| Taberna Andaluza                           | 4 - 7 | Fuenlabrada FSF   | 19 de octubre |       | Zaidín              |     |
| UCAM Murcia                                | 9 - 0 | Racing Delicias   | 19 de octubre | 18:00 | Cabezo de Torres    |     |
| Tecnocasa Móstoles                         | 4 - 2 | Hegoalde          | 19 de octubre | 18:30 | Villafontana        |     |
| Women Cantabria                            | 5 - 4 | Valdetires Meiras | 19 de octubre | 19:00 | Pal. Dep. Santander | 100 |
| Descansan; RM Futsi Navalcarnero y Nazaret |       |                   |               |       |                     |     |

| CD Ourense                               | 1 - 1  | UCAM Murcia           | 26 de octubre | 17:00 | Os Remedios   |     |
| Hegoalde                                 | 4 - 2  | Women Cantabria       | 26 de octubre | 18:00 | Berazubi      |     |
| Fuenlabrada FSF                          | 0 - 1  | Móstoles FSF          | 26 de octubre | 19:00 | Trigal        |     |
| Femesale Elche                           | 5 - 1  | Valdetires Meiras     | 26 de octubre | 19:30 | Esperanza Lag | 250 |
| Racing Delicias                          | 2 - 12 | RM Futsi Navalcarnero | 27 de octubre | 12:30 |               |     |
| Descansan; AD Nazaret y Taberna Andaluza |        |                       |               |       |               |     |

| RM Futsi Navalcarnero                      | 2 - 1 | CD Ourense      | 9 de noviembre | 18:30 | La Estación          |     |
| Valdetires Meiras                          | 1 - 3 | Hegoalde        | 9 de noviembre | 19:15 | Ensanche             |     |
| Women Cantabria                            | 5 - 2 | Fuenlabrada FSF | 9 de noviembre |       | Matilde de la Torre  |     |
| Nazaret                                    | 6 - 2 | Racing Delicias | 9 de noviembre |       | Ruiz Mateos          |     |
| UCAM Murcia                                | 6 - 9 | Femesale Elche  | 9 de noviembre |       | Torre Puente Tocinos | 500 |
| Descansan; Móstoles FSF y Taberna Andaluza |       |                 |                |       |                      |     |

| CD Ourense                                | 8 - 6 | Nazaret               | 16 de noviembre | 17:00 | Os Remedios   |  |
| Femesale Elche                            | 3 - 3 | Hegoalde              | 16 de noviembre | 18:15 | Esperanza Lag |  |
| Fuenlabrada FSF                           | 4 - 4 | Valdetires Meiras     | 16 de noviembre | 19:00 | El Trigal     |  |
| Racing Delicias                           | 3 - 1 | Taberna Andaluza      | 16 de noviembre |       |               |  |
| UCAM Murcia                               | 7 - 3 | RM Futsi Navalcarnero | 16 de noviembre |       |               |  |
| Descansan; Móstoles FSF y Women Cantabria |       |                       |                 |       |               |  |

| Tecnocasa Móstoles                                | 4 - 1  | Racing Delicias | 23 de noviembre | 18:00 | Villafontana |  |
| RM Futsi Navalcarnero                             | 1 - 5  | Femesala Elche  | 23 de noviembre | 18:30 | La Estación  |  |
| Hegoalde                                          | 8 - 4  | Fuenlabrada FSF | 23 de noviembre | 20:00 | Berazubi     |  |
| Taberna Andaluza                                  | 0 - 2  | CD Ourense      | 23 de noviembre |       |              |  |
| Nazaret                                           | 2 - 13 | UCAM Murcia     | 23 de noviembre |       |              |  |
| Descansan; Valdetires Meiras y AD Women Cantabria |        |                 |                 |       |              |  |

| UCAM Murcia                                    | 5 - 1 | Taberna Andaluza   | 30 de noviembre |       | La Torre Puente Tocinos |  |
| CD Ourense                                     | 4 - 4 | Tecnocasa Móstoles | 30 de noviembre | 17:00 | Os Remedios             |  |
| Racing Delicias                                | 4 - 4 | AD Women Cantabria | 30 de noviembre |       | Ciudad Zaragoza         |  |
| Femesala Elche                                 | 5 - 1 | Fuenlabrada FSF    | 30 de noviembre |       | Esperanza Lag           |  |
| RM Futsi Navalcarnero                          | 5 - 5 | AD Nazaret         | 30 de noviembre | 18:30 | La Estación             |  |
| Descansan; Valdetires Meiras y Hegoalde Tolosa |       |                    |                 |       |                         |  |

| Valdetires Meiras                            | 4 - 3 | Racing Delicias       | 14 de diciembre |       |              |  |
| Tecnocasa Móstoles                           | 4 - 5 | UCAM Murcia           | 14 de diciembre | 18:30 | Villafontana |  |
| AD Women Cantabria                           | 5 - 4 | CD Ourense            | 14 de diciembre | 19:30 |              |  |
| Taberna Andaluza                             | 2 - 4 | RM Futsi Navalcarnero | 14 de diciembre |       |              |  |
| AD Nazaret                                   | 0 - 1 | Femesala Elche        | 14 de diciembre |       |              |  |
| Descansan; Hegoalde Tolosa y Fuenlabrada FSF |       |                       |                 |       |              |  |

| CD Ourense                                  | 4 - 2 | Valdetires Meiras  | 20 de diciembre | 21:15 | Los Remedios            |  |
| AD Nazaret                                  | 5 - 1 | Taberna Andaluza   | 21 de diciembre |       | Ruiz Mateos             |  |
| UCAM Murcia                                 | 7 - 5 | AD Women Cantabria | 21 de diciembre |       | La Torre Puente Tocinos |  |
| Racing Delicias                             | 6 - 6 | Hegoalde Tolosa    | 22 de diciembre | 12:00 | Ciudad Zaragoza         |  |
| RM Futsi Navalcarnero                       | 6 - 2 | Tecnocasa Móstoles | 22 de diciembre | 12:30 | La Estación             |  |
| Descansan; Femesala Elche y Fuenlabrada FSF |       |                    |                 |       |                         |  |

| Femesala Elche     | 6 - 0 | Taberna Andaluza      | 11 de enero |       |              |     |
| Tecnocasa Móstoles | 4 - 3 | AD Nazaret            | 11 de enero | 18:00 | Villafontana |     |
| Fuenlabrada FSF    | 5 - 5 | Racing Delicias       | 11 de enero | 19:00 | El Trigal    |     |
| Valdetires Meiras  | 4 - 5 | UCAM Murcia           | 11 de enero | 19:15 | Ensanche     | 160 |
| Hegoalde           | 3 - 4 | CD Ourense            | 11 de enero | 20:00 | Berazubi     |     |
| AD Women Cantabria | 0 - 9 | RM Futsi Navalcarnero | 11 de enero |       |              |     |

| Taberna Andaluza                            | 1 - 5 | Tecnocasa Móstoles | 18 de enero |       | Zaidín               |  |
| AD Nazaret                                  | 7 - 3 | AD Women Cantabria | 18 de enero |       | Ruiz Mateos          |  |
| CD Ourense                                  | 5 - 3 | Fuenlabrada FSF    | 18 de enero | 17:00 | Os Remedios          |  |
| UCAM Murcia                                 | 8 - 3 | Hegoalde Tolosa    | 18 de enero | 18:30 | Torre Puente Tocinos |  |
| RM Futsi Navalcarnero                       | 1 - 1 | Valdetires Meiras  | 19 de enero | 13:30 | La Estación          |  |
| Descansan; Femesala Elche y Racing Delicias |       |                    |             |       |                      |  |

| RM Futsi Navalcarnero                   | 1 - 3  | Hegoalde Tolosa    | 1 de febrero |       | La Estación          |     |
| Tecnocasa Móstoles                      | 2 - 4  | Femesala Elche     | 1 de febrero | 18:00 | Villafontana         |     |
| UCAM Murcia                             | 11 - 2 | Fuenlabrada FSF    | 1 de febrero | 18:30 | Torre Puente Tocinos |     |
| AD Nazaret                              | 4 - 3  | Valdetires Meiras  | 1 de febrero | 19:15 | Ruiz Mateos          | 100 |
| Taberna Andaluza                        | 1 - 0  | AD Women Cantabria | 1 de febrero |       | Zaidín               |     |
| Descansan; CD Ourense y Racing Delicias |        |                    |              |       |                      |     |

| Hegoalde Tolosa                     | 9 - 4  | AD Nazaret            | 8 de febrero | 18:30 | Berazubi |     |
| Fuenlabrada FSF                     | 0 - 9  | RM Futsi Navalcarnero | 8 de febrero | 19:00 |          |     |
| Valdetires Meiras                   | 2 - 2  | Taberna Andaluza      | 8 de febrero | 19:15 | Ensanche | 100 |
| Femesala Elche                      | 15 - 3 | Racing Delicias       | 8 de febrero |       |          |     |
| AD Women Cantabria                  | 4 - 4  | Tecnocasa Móstoles    | 8 de febrero |       |          |     |
| Descansan; CD Ourense y UCAM Murcia |        |                       |              |       |          |     |

| CD Ourense                                     | 6 - 2 | Racing Delicias   | 15 de febrero | 17:00 | Os Remedios  |     |
| AD Nazaret                                     | 5 - 3 | Fuenlabrada FSF   | 15 de febrero |       | Ruiz Mateos  |     |
| Tecnocasa Móstoles                             | 6 - 3 | Valdetires Meiras | 15 de febrero | 18:00 | Villafontana | 100 |
| Taberna Andaluza                               | 0 - 3 | Hegoalde Tolosa   | 15 de febrero | 18:30 | Zaidín       |     |
| AD Women Cantabria                             | 4 - 4 | Femesala Elche    | 15 de febrero |       |              | 300 |
| Descansan; RM Futsi Navalcarnero y UCAM Murcia |       |                   |               |       |              |     |

| Fuenlabrada FSF                               | 3 - 1 | Taberna Andaluza   | 1 de marzo | 19:00 | El Trigal       |     |
| Valdetires Meiras                             | 5 - 1 | AD Women Cantabria | 1 de marzo | 19:15 | Ensanche        | 100 |
| Femesala Elche                                | 7 - 1 | CD Ourense         | 1 de marzo | 19:30 | Esperanza Lag   |     |
| Hegoalde Tolosa                               | 5 - 3 | Tecnocasa Móstoles | 1 de marzo |       | Berazubi        |     |
| Racing Delicias                               | 3 - 4 | UCAM Murcia        | 2 de marzo | 12:00 | Ciudad Zaragoza |     |
| Descansan; RM Futsi Navalcarnero y AD Nazaret |       |                    |            |       |                 |     |

| Tecnocasa Móstoles                       | 4 - 2 | Fuenlabrada FSF | 8 de marzo | 18:30 | Ifema    |  |
| Valdetires Meiras                        | 3 - 9 | Femesala Elche  | 8 de marzo | 19:15 | Ensanche |  |
| AD Women Cantabria                       | 2 - 3 | Hegoalde Tolosa | 8 de marzo |       |          |  |
| UCAM Murcia                              | 3 - 2 | CD Ourense      | 9 de marzo | 12:00 |          |  |
| RM Futsi Navalcarnero                    | 4 - 2 | Racing Delicias | 9 de marzo | 14:00 | Ifema    |  |
| Descansan; Taberna Andaluza y AD Nazaret |       |                 |            |       |          |  |

| CD Ourense                                       | 2 - 1 | RM Futsi Navalcarnero | 15 de marzo | 17:00 |               |  |
| Hegoalde Tolosa                                  | 4 - 2 | Valdetires Meiras     | 15 de marzo | 18:00 |               |  |
| Fuenlabrada FSF                                  | 2 - 2 | AD Women Cantabria    | 15 de marzo |       |               |  |
| Racing Delicias                                  | 6 - 3 | AD Nazaret            | 15 de marzo |       |               |  |
| Femesala Elche                                   | 4 - 5 | UCAM Murcia           | 15 de marzo | 18:30 | Esperanza Lag |  |
| Descansan; Taberna Andaluza y Tecnocasa Móstoles |       |                       |             |       |               |  |

| Taberna Andaluza                                   | 2 - 3 | Racing Delicias | 22 de marzo |       | Zaidín      |  |
| RM Futsi Navalcarnero                              | 2 - 6 | UCAM Murcia     | 22 de marzo | 18:30 | La Estación |  |
| AD Nazaret                                         | 2 - 7 | CD Ourense      | 5 de abril  | 18:30 | Ruiz Mateos |  |
| Hegoalde Tolosa                                    | 2 - 1 | Femesala Elche  | 5 de abril  | 19:00 | Berazubi    |  |
| Valdetires Meiras                                  | 3 - 3 | Fuenlabrada FSF | 5 de abril  | 20:30 | Ensache     |  |
| Descansan; AD Women Cantabria y Tecnocasa Móstoles |       |                 |             |       |             |  |

| CD Ourense                                        | 4 - 1 | Taberna Andaluza      | 12 de abril | 16:30 | Os Remedios |  |
| UCAM Murcia                                       | 7 - 3 | AD Nazaret            | 12 de abril |       |             |  |
| Femesala Elche                                    | 6 - 1 | RM Futsi Navalcarnero | 12 de abril |       |             |  |
| Fuenlabrada FSF                                   | 2 - 4 | Hegoalde Tolosa       | 12 de abril | 19ː00 | El Trigal   |  |
| Racing Delicias                                   | 1 - 3 | Tecnocasa Móstoles    | 12 de abril |       |             |  |
| Descansan; AD Women Cantabria y Valdetires Meiras |       |                       |             |       |             |  |

| Taberna Andaluza                               | 2 - 7 | UCAM Murcia           | 10 de mayo |       |              | 160 |
| Tecnocasa Móstoles                             | 4 - 5 | CD Ourense            | 10 de mayo | 18:00 | Villafontana |     |
| AD Women Cantabria                             | 2 - 2 | Racing Delicias       | 10 de mayo |       |              |     |
| Fuenlabrada FSF                                | 1 - 6 | Femesala Elche        | 10 de mayo | 19:00 | El Trigal    |     |
| AD Nazaret                                     | 1 - 6 | RM Futsi Navalcarnero | 10 de mayo |       |              |     |
| Descansan; Hegoalde Tolosa y Valdetires Meiras |       |                       |            |       |              |     |

| CD Ourense                                   | 3 - 0  | AD Women Cantabria | 17 de mayo | 17:00 | Os Remedios          |     |
| UCAM Murcia                                  | 2 - 2  | Tecnocasa Móstoles | 17 de mayo | 18:30 | Torre Puente Tocinos | 100 |
| Racing Delicias                              | 1 - 1  | Valdetires Meiras  | 17 de mayo | 19:00 | Ciudad de Zaragoza   |     |
| RM Futsi Navalcarnero                        | 12 - 0 | Taberna Andaluza   | 17 de mayo |       | La Estación          |     |
| Femesala Elche                               | 4 - 1  | AD Nazaret         | 17 de mayo |       | Esperanza Lag        |     |
| Descansan; Hegoalde Tolosa y Fuenlabrada FSF |        |                    |            |       |                      |     |

| Taberna Andaluza                            | 2 - 7  | AD Nazaret            | 24 de mayo |       |           |     |
| Tecnocasa Móstoles                          | 4 - 2  | RM Futsi Navalcarnero | 24 de mayo |       |           |     |
| AD Women Cantabria                          | 3 - 5  | UCAM Murcia (C)       | 24 de mayo |       |           | 100 |
| Hegoalde Tolosa                             | 12 - 0 | Racing Delicias       | 24 de mayo |       | Belabieta |     |
| Valdetires Meiras                           | 6 - 4  | CD Ourense            | 25 de mayo | 12:00 | Ensanche  |     |
| Descansan; Femesala Elche y Fuenlabrada FSF |        |                       |            |       |           |     |

| Taberna Andaluza      | 1 - 7  | Femesala Elche     | 1 de junio |       |                  |     |
| Racing Delicias       | 9 - 4  | Fuenlabrada FSF    | 1 de junio |       |                  |     |
| CD Ourense            | 2 - 5  | Hegoalde Tolosa    | 1 de junio | 17:00 | Os Remedios      |     |
| UCAM Murcia           | 10 - 0 | Valdetires Meiras  | 1 de junio | 18:30 | Pal. Dep. Murcia | 100 |
| AD Nazaret            | 2 - 2  | Tecnocasa Móstoles | 1 de junio |       | Ruiz Mateos      |     |
| RM Futsi Navalcarnero | 10 - 4 | AD Women Cantabria | 1 de junio |       |                  |     |

| Tecnocasa Móstoles                          | 8 - 0 | Taberna Andaluza      | 8 de junio | 18:00 | Villafontana |  |
| Fuenlabrada FSF                             | 5 - 3 | CD Ourense            | 8 de junio | 19:00 | El Trigal    |  |
| Hegoalde                                    | 4 - 7 | UCAM Murcia           | 8 de junio |       | Berazubi     |  |
| Valdetires Meiras                           | 4 - 5 | RM Futsi Navalcarnero | 8 de junio | 19:15 | Ensanche     |  |
| AD Women Cantabria                          | 2 - 3 | AD Nazaret            | 8 de junio |       |              |  |
| Descansan; Racing Delicias y Femesala Elche |       |                       |            |       |              |  |

### Rachas
- Mayor racha ganadora: Ucam Murcia; 14 jornadas (jornada 7 a 22, incluye jornadas de descanso)
- Mayor racha invicta: Ucam Murcia; 18 jornadas (jornada 7 a 28, incluye jornadas de descanso)
- Mayor racha marcando: 6 equipos; 24 jornadas (jornada 1 a 26, incluye jornadas de descanso)
- Mayor racha empatando: Ourense; 3 jornadas (jornada 3 a 5)
- Mayor racha imbatida: Femesala Elche; 2 jornadas (jornada 10 a 12, incluye jornada de descanso)
- Mayor racha perdiendo: Taberna Andaluza; 9 jornadas (jornada 3 a 13 y 16 a 26, incluye jornadas de descanso)
- Mayor racha sin ganar: Women Cantabria; 14 jornadas (jornada 11 a 26, incluye jornadas de descanso)
- Mayor racha sin marcar: 6 equipos; 1 jornada
- Mayor goleada en casa:

Femesala Elche 15 - 3 Racing Delicias (8 de febrero)
Futsi Navalcarnero 12 - 0 Taberna Andaluza (17 de mayo)
Hegoalde Tolosa 12 - 0 Racing Delicias (24 de mayo)
- Mayor goleada a domicilio:

Nazaret 2 - 13 UCAM Murcia (23 de noviembre)
- Partido con más goles:

Femesala Elche 15 - 3 Racing Delicias (8 de febrero)